# 夸尔托·皮亚内西
夸尔托·皮亚内西（義大利語：Quarto Pianesi，1940年5月18日—），意大利男子曲棍球运动员。他曾代表意大利国家队参加1960年夏季奥林匹克运动会曲棍球比赛，获得第十三名。